# Vasas SC (volley-ball féminin)
Vasas SC est un club hongrois de volley-ball, section du club omnisports du Vasas SC, fondé en 1981 et basé à Budapest qui évolue pour la saison 2019-2020 en Extraliga.

## Palmarès
- Championnat de Hongrie[2]
  - Vainqueur : 1989, 2005, 2008, 2012, 2013, 2019[3]
  - Finaliste : 1982, 1983, 1990, 1996, 2004, 2006, 2010, 2011, 2014[4]2015[5]2016[6]2017[7]
- Coupe de Hongrie[2]
  - Vainqueur  : 1981, 1983, 1990,  1991, 2005, 2006, 2008, 2009, 2012, 2013, 2014[8]2015[9]2020[10]
  - Finaliste : 1982, 1992, 1993, 1994, 1996, 1997, 2007, 2010, 2016[11]